# سهيل بن صقر المطيري
سهيل بن صقر المطيري رئيس الحرس الملكي السعودي، شغل منصب مساعد رئيس الحرس الملكي للشؤون الادارية، حتى صدر الأمر الملكي الكريم بتعيينه رئيسًا للحرس الملكي خلفًا للفريق أول حمد بن محمد العوهلي.